# Весна, лето, осень, зима… и снова весна
«Весна, лето, осень, зима… и снова весна» (кор. 봄여름가을겨울 그리고 봄 Пом, ёрым, каыль, кёуль, кыриго пом) — художественный фильм южнокорейского режиссёра Ким Ки Дука.

## Сюжет
В безмятежном горном краю, где жизнь подчиняется ритму природы, по чистой озёрной глади дрейфует пагода. Её обитатели — старый монах-целитель и его юный воспитанник, и хотя от высшей истины старика отделяет лишь бренная оболочка, он не в силах предотвратить грядущие события, как никому не дано обратить вспять смену времен года. Так проходят весна, лето, осень, зима и снова наступает весна.

### Весна
Учитель воспитывает мальчика лет шести, уча его разбираться в том, какие из трав являются целебными, а какие — ядовитые. Однажды мальчик из озорства привязывает камень к рыбе, лягушке и змее. Два животных погибают. Монах привязывает камень к послушнику, но при этом говорит, что главное наказание будет внутри ребёнка.

### Лето
Послушник уже повзрослел, стал юношей. В это время одна горожанка приводит к учителю свою больную дочь. Монах приступает к лечению, а его ученик не сводит глаз с красивой гостьи. Сперва его ухаживания отвергаются, но в конце концов девушка вступает с юношей в сексуальную связь. Старик своеобразно реагирует на это — он заявляет, что произошло то, что должно было произойти, но отсылает девушку домой. Послушник тоже покидает своего учителя.

### Осень
Старик узнаёт из газеты, что 30-летний мужчина убил из ревности свою жену и ударился в бега. Он понимает, что убийца — это его ученик, который вскоре появляется на плоту, возвращаясь к монашеству. Учитель подвергает его истязаниям, в частности, заставляет вырезать на палубе плота буддистскую сутру, изгоняющую гнев. В это время прибывают полицейские, собирающиеся арестовать преступника. Учитель говорит, что монах должен сперва закончить работу. Монах работает всю ночь, а когда он в изнеможении падает, закончив свой труд, учитель и оба полицейских раскрашивают слова сутры краской. После того, как ученика уводят, учитель совершает самосожжение.

### Зима
Отбыв срок, бывший послушник, а теперь уже зрелый мужчина возвращается на свой плот. Он находит тетрадь с описанием физических упражнений и в полуобнажённом виде зимой занимается их выполнением. К монаху приходит женщина с замотанным лицом и приносит своего ребёнка. Затем ночью она уходит, но тонет в озере. Мужчина вырезает изо льда статую Будды, а другую, доставшуюся ему от учителя, поднимает на гору, возвышающуюся над озером. Роль монаха исполнил сам режиссёр Ким Ки Дук.

### Снова весна
На озеро снова пришла весна. Монах занимается воспитанием нового ученика, такого же подкидыша, каким был когда-то и он сам. Мальчик приходит на то место, где в детстве играл его учитель. Он мучит животных, как и учитель в детстве, смеясь над этим, тем самым как бы замыкая круговорот сансары.

## Художественные особенности
Каждый сюжет действительно развивается в том сезоне года, который указан в титрах.

## Награды и номинации
- 2004 — Гран-при II Международного кинофестиваля стран АТР Pacific Meridian за лучший полнометражный фильм
- 2003 — Приз зрительских симпатий Международного кинофестиваля в Сан-Себастьяне
- 2006 — номинация на премию «Бодиль» за лучший неамериканский фильм
- 2003 — номинация на премию «European Film Awards» в категории «Международный экран»
- 2003 — пять наград кинофестиваля в Локарно (Don Quixote Award, C.I.C.A.E. Award, Netpac Award, Youth Jury Award), а также номинация на «Золотого леопарда»

## Музыка
Песню «Чонсон ариран», звучащую ближе к концу фильма, когда взрослый монах взбирается на гору, исполняет Ким Ёнъим.